# Lu Ann Meredith
Lu Ann Meredith (7 de julio de 1913 - 12 de noviembre de 1998) fue una actriz de cine estadounidense. Elegida como una de las WAMPAS Baby Stars en 1934, su carrera no prosperó a diferencia de una serie de otros galardonados como Jean Arthur y Ginger Rogers. Hizo algunas apariciones en películas británicas, pero en 1937 su carrera cinematográfica había declinado. Ella apareció en un total de nueve películas entre 1934 y 1939 antes de retirarse de la actuación.

## Filmografía
- Joven y bella (1934)
- Hidromasaje (1934)
- Vida nocturna de los dioses (1936)
- Bola en Savoy (1936)
- El amor deportivo (1937)
- Canta mientras te balanceas (1939)